# Xonacatlán (kommun)
Xonacatlan är en kommun i Mexiko.   Den ligger i delstaten Mexiko, i den sydöstra delen av landet, 40 km väster om huvudstaden Mexico City. Antalet invånare är 45 274. Arean är 33 kvadratkilometer.
Terrängen i Xonacatlan är en högslätt.
Följande samhällen finns i Xonacatlan:
- Xonacatlán
- Santa María Zolotepec
- Barrio la Cuesta
- Los Laureles
- Colonia Adolfo López Mateos
- San Antonio
- La Herradura
- Barrio los Mesones
- San Juan el Potrero
- Paraje el Candelero
- Barrio el Rancho
- La Cañada
- Barrio Santa Cruz
- Paraje Pipileros